# Seseli aroanicum
Seseli aroanicum är en flockblommig växtart som beskrevs av Per Hartvig. Seseli aroanicum ingår i släktet säfferötter, och familjen flockblommiga växter. Inga underarter finns listade i Catalogue of Life.